# Hambach (Francja)
Hambach – miejscowość i gmina we Francji, w regionie Grand Est, w departamencie Mozela.
Według danych na rok 1990 gminę zamieszkiwały 2 152 osoby, a gęstość zaludnienia wynosiła 122 osoby/km² (wśród 2335 gmin Lotaryngii Hambach plasuje się na 196. miejscu pod względem liczby ludności, natomiast pod względem powierzchni na miejscu 246.).
W mieście znajduje się fabryka samochodów Smart oraz Ineos.